# Tamil (popolo)
I tamil (in tamil தமிழர்) sono un gruppo etnico dravidico originario dello Stato del Tamil nel sud-est dell'India e del nord-est dello Sri Lanka. La loro lingua è il tamil, della quale esistono documenti letterari risalenti ad oltre duemila anni fa. Ci sono comunità di origine tamil in varie parti del mondo (principalmente Malaysia, Canada e Singapore). La popolazione tamil è in prevalenza di religione induista, ma sono presenti significative minoranze cristiane e musulmane.
Nel 1997 la popolazione tamil nel mondo contava un totale di 66 milioni di persone, di cui 61,5 milioni nella sola India, prevalentemente stanziati nel Tamil Nadu.. Nel 2009, questa popolazione era salita a circa 80 milioni di persone.

## I Tamil dello Sri Lanka
I Tamil abitano lo Sri Lanka da circa 2500 anni or sono, quando si rinvengono le prime tracce della loro presenza nel lato settentrionale dell'isola, mentre a sud viveva il popolo cingalese, e altre cinque tribù sparse per l'isola in perenne guerra fra loro (secondo il racconto del primo europeo che approdò nel 1502, uno spagnolo). Successivamente l'isola fu contesa fra Portogallo e i musulmani, che premevano per il controllo dell'Oceano Indiano. I tamil continuarono a mantenere la loro fede induista, e i loro usi e costumi, anche se in molti si convertirono al cristianesimo.
Successivamente gli Olandesi sostituirono i portoghesi nella dominazione dell'isola prendendone il possesso. Solo durante l'epoca napoleonica, a seguito di una guerra, gli olandesi furono allontanati dallo Sri Lanka e quest'ultimo venne annesso all'Impero Inglese. Questo fece il tentativo di fondere l'etnia tamil con quella cingalese, ma i risultati non furono buoni: il rapporto fra le due etnie rimaneva conflittuale. 
Nel 1948 all'Isola di Sri Lanka fu concessa l'indipendenza. I tamil non riconobbero lo status di minoranza e i cingalesi nazionalisti, coloro che spinsero maggiormente all'indipendenza, emanarono leggi spesso discriminatorie, e i rapporti conflittuali non si spensero affatto: essi abitano infatti ancora la zona settentrionale. I tamil rivendicavano la sovranità su quell'area, motivo per cui scoppiò, dal 1983 al 2009 una terribile Guerra civile, dove morirono più di 100 000 persone di tutte le due le etnie, anche civili a causa degli attacchi terroristici degli LTTE (nazionalisti tamil) e a causa dei crimini di guerra dell'esercito singalese.

## Cultura
Storicamente la lingua tamil è stata la prima lingua indiana ad essere considerata come una lingua classica. L'arte e l'architettura del popolo tamil includono alcuni dei contributi più importanti dell'India e del Sud-est asiatico e in genere dell'arte mondiale. La lingua tamil classica vanta la più importante letteratura tra le varie lingue dravidiche.